# Falcão-da-rainha

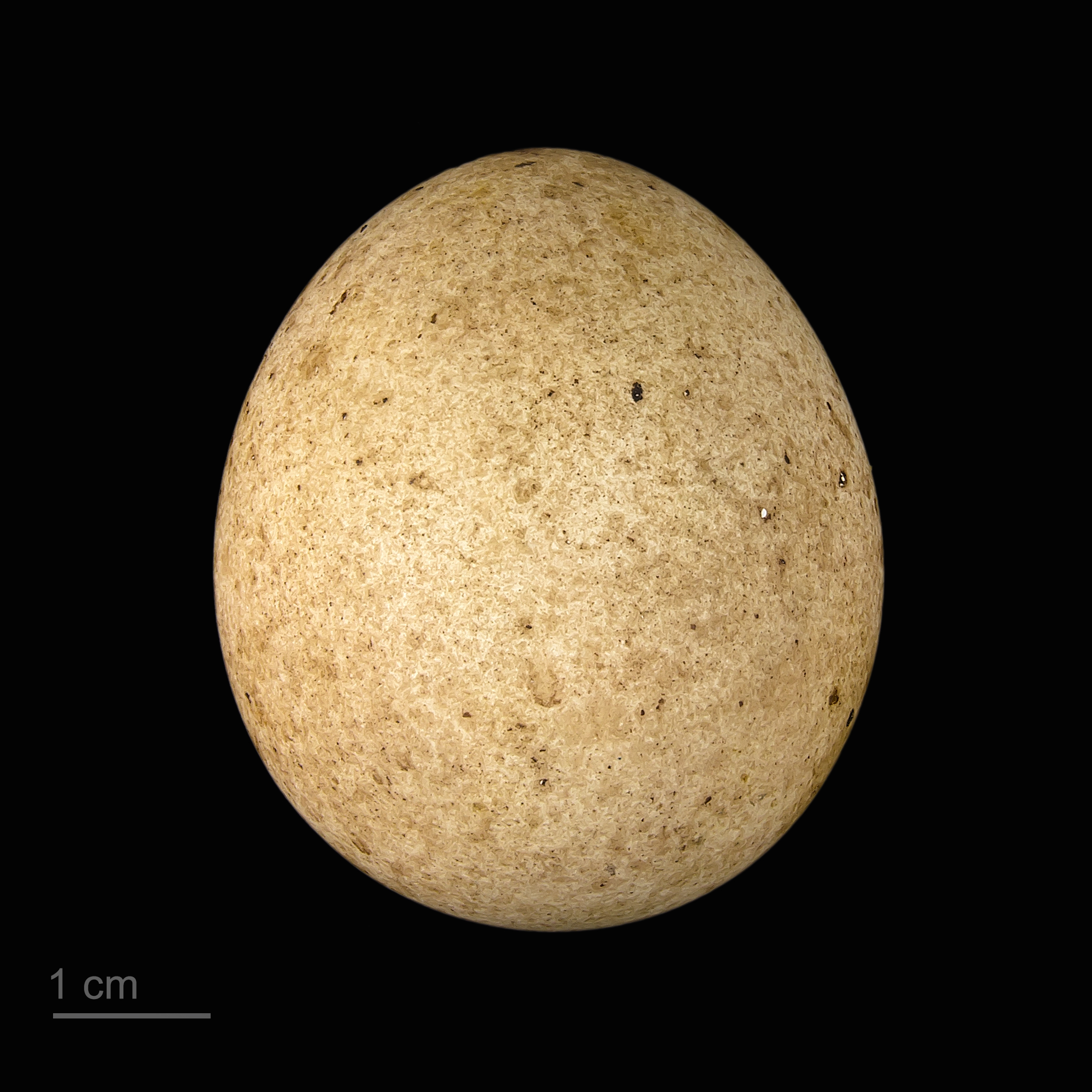
Falco eleonorae - MHNT

O falcão-da-rainha ou falcão-de-eleonora (Falco eleonorae) é uma ave de rapina da ordem Falconiformes.

## Descrição
Têm um corpo aerodinâmico típico de falcões, mas asas mais compridas. Existem duas formas de coloração diferentes – a normal e a melânica: a plumagem normal é escura no dorso e creme com manchas na parte inferior; a forma melânica é inteiramente escura.
É uma ave rara e migradora, reproduz-se no Outono, em escarpas de ilhas isoladas e alimenta-se de aves pequenas.

## Distribuição
Este esbelto falcão nidifica sobretudo em ilhas no Mediterrâneo, nomeadamente nas ilhas Baleares, nas ilhas Columbretes, na Sardenha, na Croácia, na Grécia (que alberga 80% da população), em Chipre e na Turquia. Fora do Mediterrâneo nidifica ainda na costa marroquina (Mogador) e também nas Canárias. A população europeia encontra-se estimada em cerca de 14 mil casais. É uma ave migradora que inverna na ilha de Madagáscar.

## Subespécies
A espécie é monotípica (não são reconhecidas subespécies).